# Popeyes
Popeyes Louisiana Kitchen, Inc., cunoscut și ca Popeyes și numit anterior Popeyes Chicken & Biscuits și Popeyes Famous Fried Chicken & Biscuits, este un lanț⁠(d) multinațional american de restaurante cu pui prăjit⁠(d), format în 1972 în New Orleans, având sediul în Miami. În prezent, este o filială a Restaurant Brand International, cu sediul în Toronto. În 2021, Popeyes are 3,705 restaurante, situate în mai mult de 46 de state, în Districtul Columbia, Puerto Rico și în 30 de țări din întreaga lume. Aproximativ 50 de locații sunt deținute de companie; celelalte ~98% sunt francize.

## Istoric
Lanțul a fost fondat de Al Copeland în 1972 sub numele de Chicken on the Run în Arabi, Louisiana, dar după un început dificil, a fost rebranduit ca Popeyes și a început să se concentreze pe rețete inspirate din bucătăria cajun. Numele „Popeyes” nu are legătură cu personajul de desene animate Popeye, ci a fost inspirat de detectivul Jimmy "Popeye" Doyle din filmul The French Connection.
În 2017, Popeyes a fost achiziționat de Restaurant Brands International, compania-mamă a Burger King și Tim Hortons.

## Produse
Popeyes este cunoscut pentru pui prăjit în stil Louisiana, biscuiți, cartofi pai, creveți prăjiți, sandwich-uri cu pui, și alte preparate inspirate din bucătăria cajun și creolă. În 2019, lansarea sandwich-ului cu pui a generat un val de popularitate și a dus la creșterea vânzărilor la nivel global.

## Expansiune internațională
Popeyes s-a extins rapid la nivel internațional, deschizând restaurante în Canada, China, India, România, Franța, Regatul Unit, Brazilia, Kazahstan, Cehia și alte țări. În 2022, Popeyes a anunțat intrarea pe piața din Kazahstan și Polonia, iar în 2023 a deschis primul restaurant în Praga, Cehia.

## Controverse și critici
De-a lungul timpului, Popeyes a fost implicat în diverse controverse legate de drepturile angajaților, calitatea produselor și marketing agresiv. În 2019, cererea uriașă pentru sandwich-ul cu pui a dus la epuizarea stocurilor și la incidente izolate în restaurante.

## Istorie
Popeyes s-a înființat în Arabi⁠(d), Louisiana, o suburbie a New Orleans, Louisiana, în parohia St. Bernard. Prima dată și-a deschis porțile pe 12 iunie 1972, sub numele de „Chicken on the Run”. Proprietarul Al Copeland (1944–2008) a vrut să concureze cu Kentucky Fried Chicken, dar restaurantul său a eșuat după câteva luni. Copeland a redeschis restaurantul patru zile mai târziu sub numele de Popeyes Mighty Good Chicken. Până în 1975, compania a fost redenumită Popeyes Famous Fried Chicken. Copeland a început să-și francizeze restaurantul în 1976, începând din Louisiana. Lanțul s-a extins în Canada în 1984, și și-a deschis al 500-lea restaurant în 1985. BP Newman din Laredo, Texas, a achiziționat mai multe francize în Texas și în statele învecinate. Două sute de locații suplimentare au fost adăugate în timpul unei perioade de expansiune mai lentă.
Până în 1990, Copeland Enterprises era implicit cu datorii de 391 de milioane de dolari pe care i-a asumat la achiziția sa din 1989 a Church's, un lanț de fast-food rival, care se bazează de asemenea pe pui prăjit⁠(d), iar până în aprilie 1991, compania a depus o cerere de protecție a falimentului. În octombrie 1992, instanța a aprobat un plan al unui grup de creditori ai Copeland care a dus la crearea America's Favorite Chicken Company, Inc. (AFC) pentru a servi ca noua companie-mamă pentru Popeyes and Church's. AFC a devenit publică în 2001, cu o ofertă publică inițială (IPO) de 142.818.479 USD și a început tranzacționarea pe NASDAQ sub simbolul AFCE. Pe 29 decembrie 2004, AFC a vândut Church's către Arcapita (fostă Crescent Capital Investments) păstrând Popeyes.
Pe 8 august 2000, Popeyes a anunțat un plan/acord de dezvoltare a francizei care includea 35 de noi locații de restaurante în jurul Australiei, în încercarea de a-și consolida prezența în regiunea Asia Pacific. Toate urmau să fie situate în Sydney, capitala New South Wales.
La 17 iunie 2014, Popeyes a anunțat că a redobândit controlul deplin asupra condimentelor, rețetelor și a altor tehnici de preparare a alimentelor de la Diversified Foods & Seasonings, care au rămas sub controlul lui Al Copeland și al patrimoniului său după vânzarea Popeyes de către creditori către AFC. Popeyes a continuat să licențieze condimentele, rețetele și tehnicile de la DF&S pentru o „regalitate a condimente” anuală, înainte de a le cumpăra definitiv pentru 43 de milioane de dolari. DF&S rămâne principalul furnizor pentru Popeyes cel puțin până în 2029.

### Achiziție de către Restaurant Brands International
Pe 21 februarie 2017, Restaurant Brands International a anunțat o înțelegere pentru a cumpăra Popeyes pentru 1,8 miliarde de dolari. Pe 27 martie 2017, afacerea s-a încheiat cu RBI achiziționând Popeyes la 79 USD per acțiune prin Orange, Inc, o filială indirectă a RBI.

### Nume
Alvin C. Copeland a susținut că a numit magazinele după detectivul fictiv Jimmy „Popeye” Doyle (interpretat de Gene Hackman ) în filmul din 1971 The French Connection, care a apărut cu un an înainte de înființarea lanțului și nu personajul din benzi desenate Popeye Marinarul.
Cu toate acestea, brandul timpuriu al companiei a devenit profund legat de vedeta din desene animate prin sponsorizarea show-ului pentru copii Popeye & Pals din New Orleans, iar personajul a apărut pe articole de la ambalaje la bărci de curse. 
Lanțul a obținut ulterior drepturi de utilizare a lui Popeye the Sailor pentru marketing și a folosit acest lucru timp de 35 de ani. La sfârșitul lunii noiembrie 2012, AFC a anunțat rezilierea reciprocă a contractului de licență cu King Features Syndicate, punând capăt efectiv asocierii lor cu personajele Popeye.

## Produse

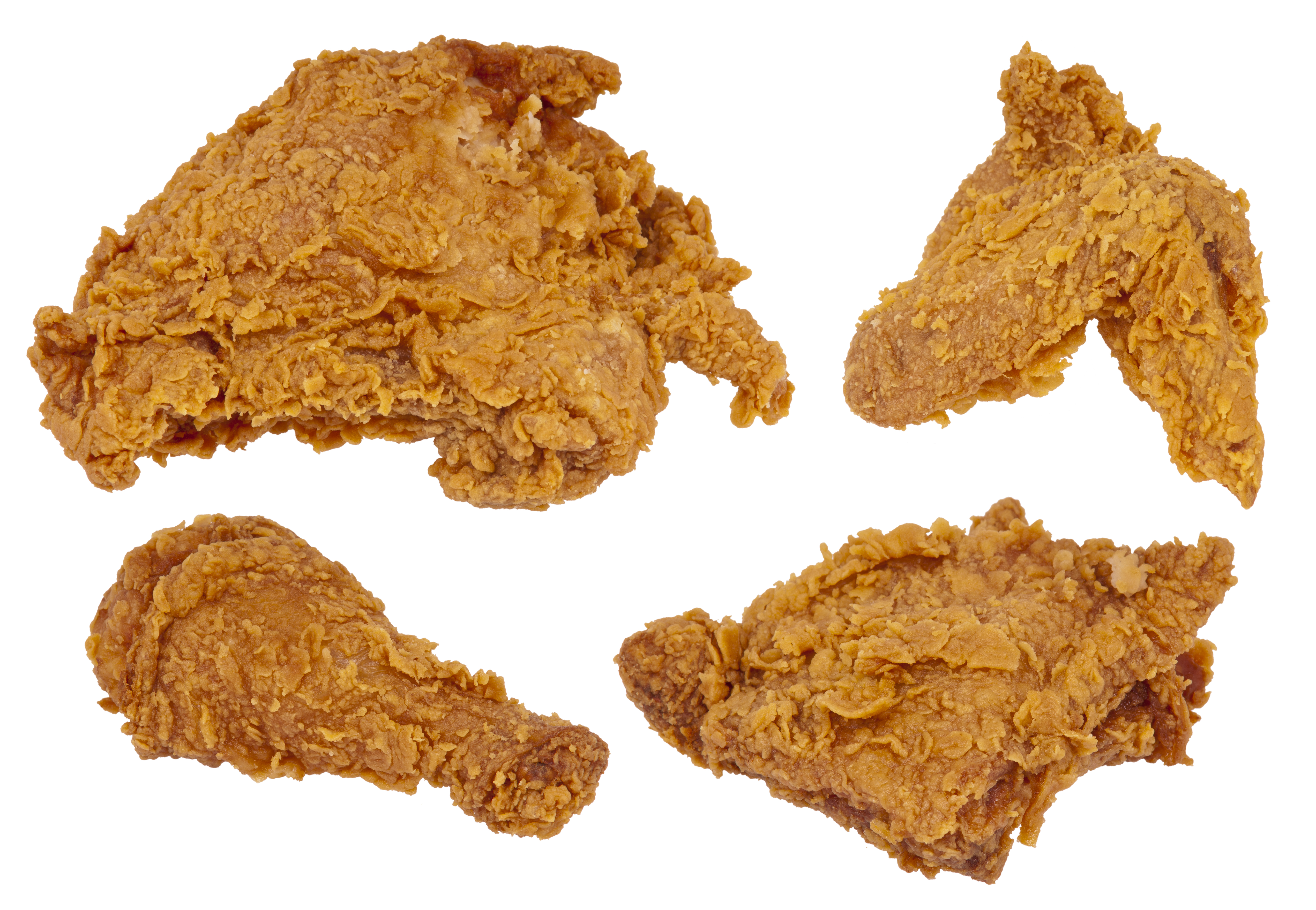
Pui moale Popeyes

Popeyes servește mâncăruri de pui în arome ușoare și picante și oferă garnituri precum fasole roșie și orez, cartofi prăjiți cajun, piure de cartofi cu sos în stil cajun, orez cajun, macaroane și brânză, biscuiți și salată de varză. Pe lângă carne de pui, Popeyes servește și preparate din fructe de mare, cum ar fi creveți și somn. La 30 octombrie 2006, AFC a anunțat că Popeyes intenționează să introducă un biscuit fără grăsimi trans, precum și cartofi prăjiți care conțin un gram de grăsimi trans până la sfârșitul anului. Pe 18 noiembrie 2011, AFC a anunțat că, de Ziua Recunoștinței, Popeyes va lansa un Turducken sandviș prăjit care va avea prima chiflă Turducken. Pe 29 iulie 2013, AFC a început să ofere un antreu special de fâșii de pui prăjit înmuiate în aluat de vafe, care a fost deja un succes dovedit pe unele piețe. Pentru o perioadă limitată de timp, doar în 2017, Popeyes a oferit pui „Dulce și crocant”, bucăți de pui prăjite îmbrăcate în aluat de prăjituri În 2021, Popeyes a introdus un sandviș cu pește.

### Sandviș cu pui

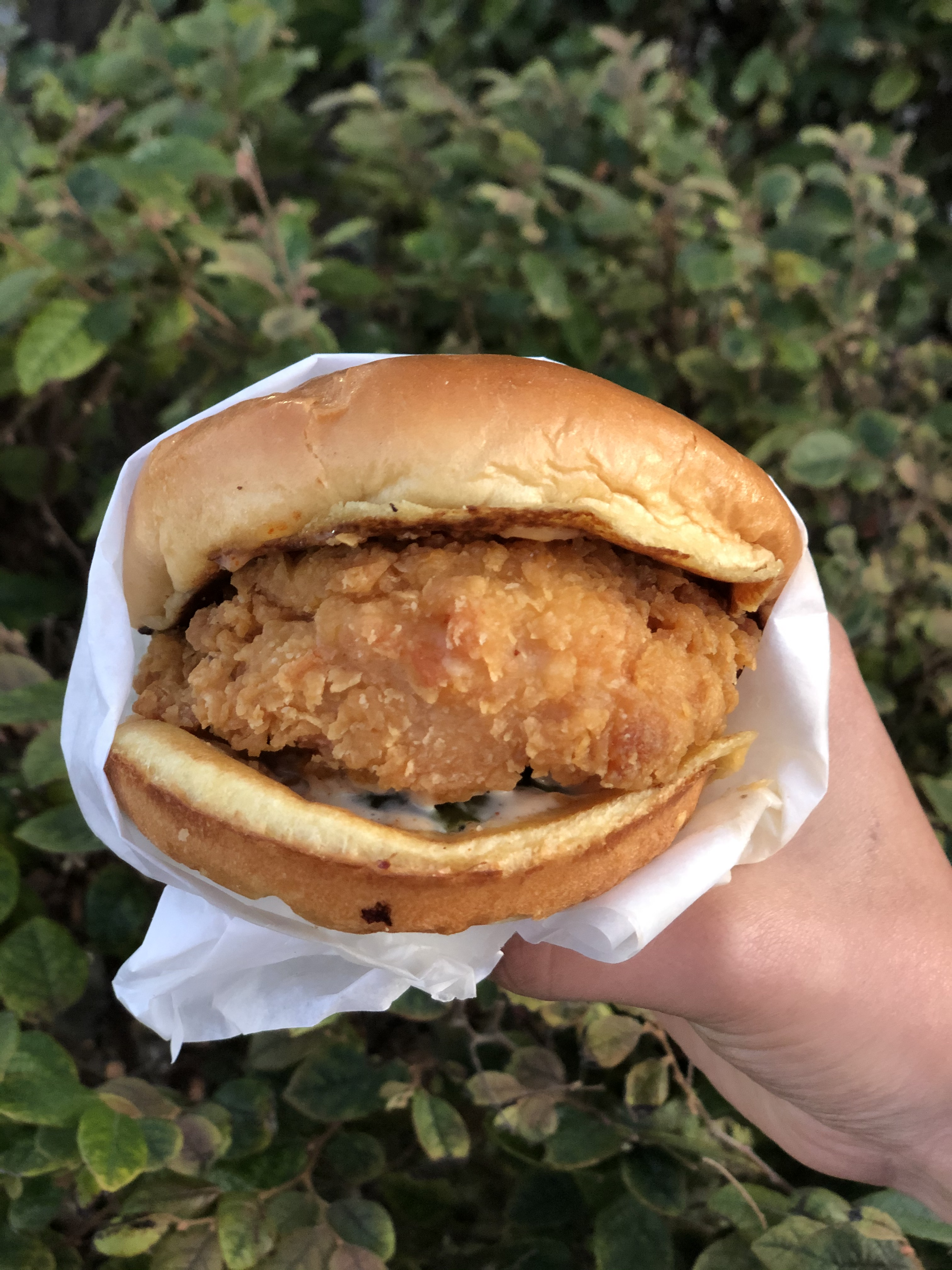
Sandviș cu pui Popeyes (picant)

Popeyes a început să vândă un sandviș cu pui în august 2019 pentru a concura cu sandvișul emblematic similar al lui Chick-fil-A. Compania a lansat pentru prima dată sandvișul la restaurantul Long Beach Sweet Dixie Kitchen, un loc faimos la nivel local care devenise cunoscut pentru revânzarea de pui prăjit pe care îl cumpărase de la Popeyes. Sandvișul a fost lansat la nivel național în toate locațiile din SUA pe 12 august 2019, dar a avut câteva deschideri anticipate la începutul anului 2019.
Campania de marketing, concepută de agenția de publicitate GSD&M a început pe 12 august 2019, cu un tweet pe feedul de Twitter al lui Popeyes. Noul sandviș a devenit viral imediat și a provocat răspunsuri din partea aproape tuturor lanțurilor de fast-food, inclusiv McDonald's, Chick-Fil-A și Wendy's. Popeyes a raportat o creștere de 103% a traficului în zilele de după lansarea sandvișului. Sandvișul l-a ajutat pe Popeyes să adune o publicitate gratuită estimată la 23 de milioane de dolari de la lansare. Magazinele Popeyes au vândut în mod obișnuit sandvișul și au experimentat cozi lungi, iar un bărbat din afara lanțului Popeyes din Maryland a fost înjunghiat până la moarte în timpul unei dispute cu privire la băgatul în față în rândul pentru un sandviș cu pui. Locațiile din SUA trebuiau să aibă suficiente materiale pentru a le rezista până la sfârșitul lunii septembrie. În schimb, restaurantele s-au epuizat aproape în întregime după mai puțin de două săptămâni. Pe 27 august, la aproximativ două săptămâni de la lansare, Popeyes a anunțat că s-a epuizat oficial sandwich-ul cu pui în toată țara. O persoană din Tennessee a dat în judecată Popeyes, susținând că incapacitatea lui de a obține sandvișul l-a determinat să fie „scăpat de bani”, făcând Popeyes vinovat de „reclamă falsă” și „practici de afaceri înșelătoare”. Pe 28 octombrie 2019, Popeyes a anunțat că sandvișul cu pui se va întoarce în locații din SUA pe 3 noiembrie. Sandvișul cu pui Popeyes este făcut din carne albă învelită în aluat cu lapte și unt, pe o chiflă brioșă, împreună cu murături și maioneză sau cajun picant. Un singur sandviș conține 700 calorii (2.900 J), 42 grame (1,5 oz) de grăsime, 14 grame (0,49 oz) de grăsimi saturate, 1.443 milligrami (22,27 gr) de sodiu și 28 de grame nete de proteine.
În septembrie 2020, sandvișul cu pui de la Popeyes a fost pus în vânzare în Canada.

## Stil și marketing

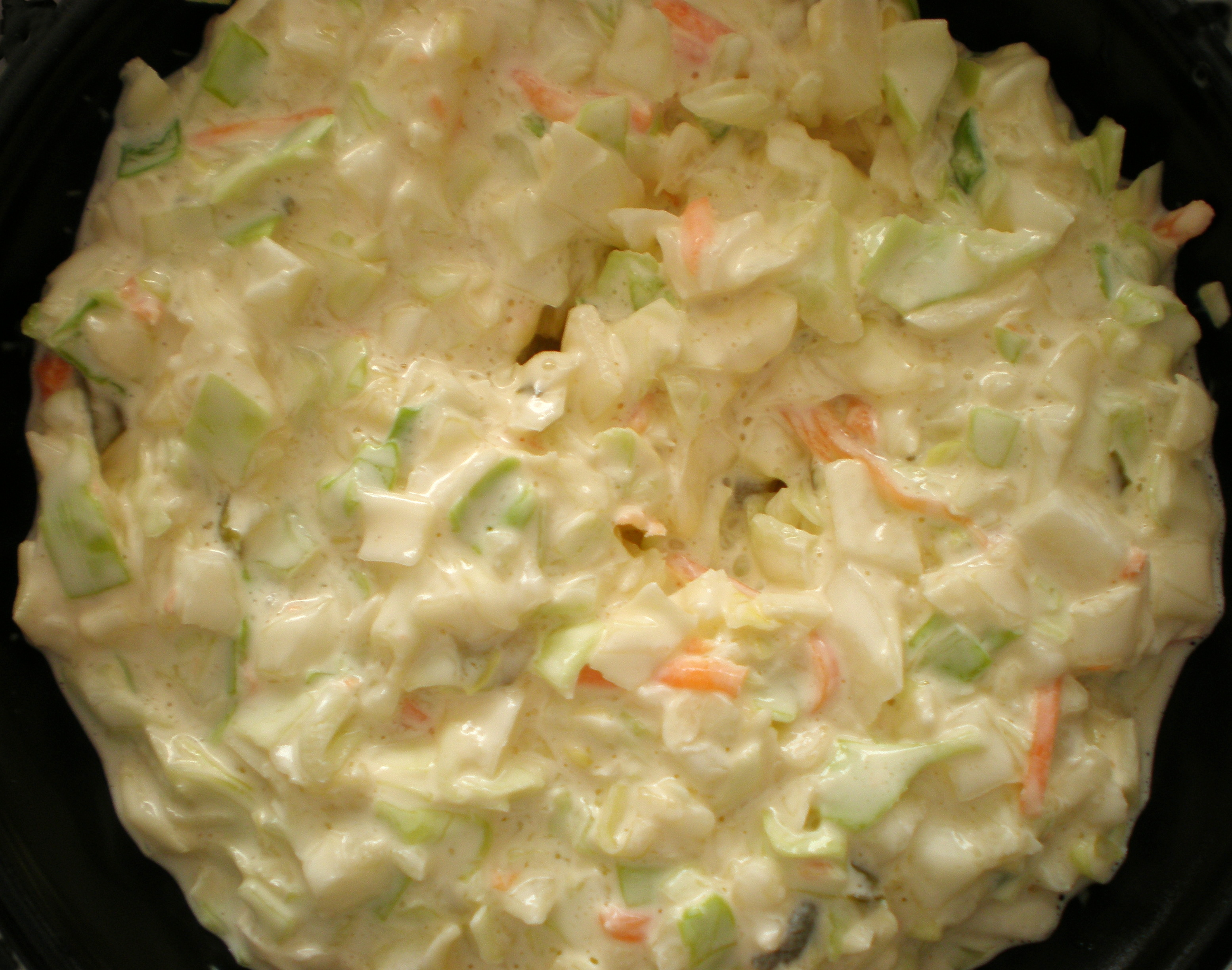
Salată de varză de la Popeyes Louisiana Kitchen

Exteriorul restaurantelor are o schemă distinctă colorată în portocaliu și alb. Locațiile originale aveau un exterior de rocă de lavă neagră cu un acoperiș cu șindrilă roșie. Cele mai multe locații mai vechi au acoperit exteriorul stâncii pentru a se conforma cu aspectul actual de stuc portocaliu. În anii 1970 și 1980, compania a licențiat ocazional personaje din benzile desenate Popeye pentru a le folosi în publicitate. Reclamele TV și radio folosesc adesea muzică în stil New Orleans, împreună cu melodia, marcă înregistrată „Love That Chicken”, cântată de muzicianul funk și R&B din New Orleans, Dr. John.
În 2009, Popeyes a prezentat „Annie the Chicken Queen”, un bucătar afro-american Popeyes fictiv, optimist, interpretat de actrița Deidrie Henry. Personajul este menit să fie „cinstit, vibrant, tineresc și autentic”, potrivit lui Dick Lynch, director de marketing Popeyes. „Toată lumea are o rudă sau un prieten bun care i se dedică, și despre asta este Annie”, a spus Lynch.
Popeyes a sponsorizat diverși piloți NASCAR din 2000. În acel an, pilotul din seria NASCAR Busch Rich Bickle a fost sponsorizat de companie pentru șase curse, în timp ce Mark McFarland a primit un contract de o cursă în aceeași serie în sezonul următor. În martie 2018, Tyler Matthews și-a făcut debutul în NASCAR Camping World Truck Series cu camionul Popeyes nr. 99 de la Martinsville Speedway, și compania a sponsorizat, de asemenea, Brennan Poole și Vizion Motorsports pentru finalul sezonului Truck Series din acel an la Homestead–Miami Speedway.
Popeyes a folosit diverse sloganuri în reclamele de televiziune, în special „Love that chicken from Popeyes”.

## Francize internaționale

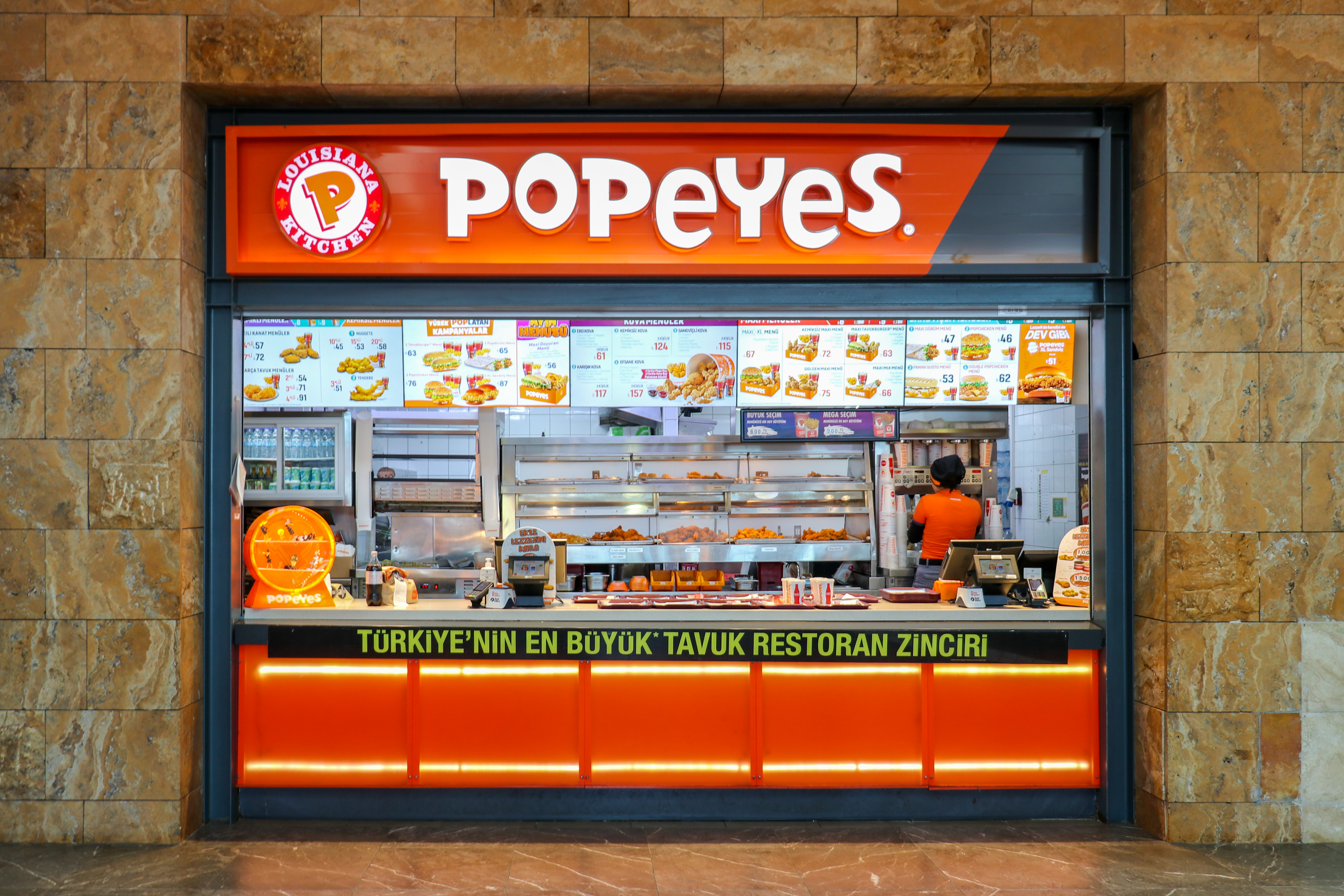
Un restaurant Popeyes în centrul comercial Forum din Trabzon, Turcia

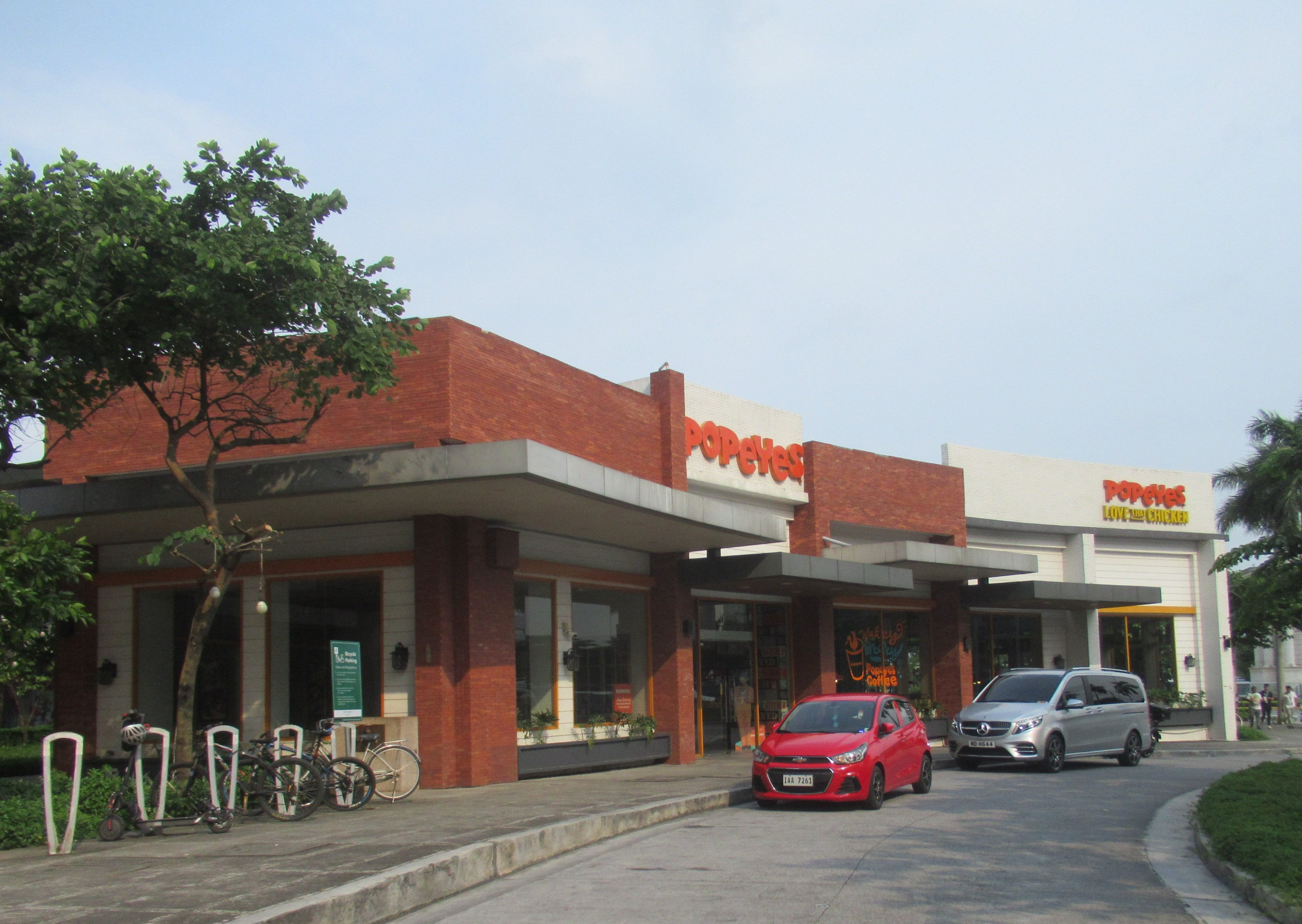
Un restaurant Popeyes din Arcovia City din Pasig, Filipine

Unele francize internaționale, cum ar fi cele situate în Germania și Japonia, se află numai pe instalațiile militare americane și, în general, nu sunt accesibile publicului civil local.
Popeyes a ajuns în Filipine în 2001, dar a plecat în 2007 din cauza unei probleme cu francizorul; a revenit ulterior cu un nou acord cu Kuya J Group în 2018 și a deschis prima sa sucursală în Pasig pe 19 mai 2019. Popeyes și-a deschis primul magazin în China pe 15 mai 2020, iar în martie 2021, a anunțat planuri de a deschide magazine în Mexic și Regatul Unit, cu primul restaurant în această din urmă țară, care se află la Westfield Stratford City, deschis pe 20 noiembrie 2021. Restaurant Brands International a semnat un acord principal de franciză și dezvoltare cu compania indiană Jubilant FoodWorks pe 24 martie 2021, pentru a funcționa restaurante Popeyes în India, Bangladesh, Nepal și Bhutan. Primul restaurant Popeyes din Asia de Sud a fost deschis în Bambalapitiya, Sri Lanka, pe 25 februarie 2021.
În decembrie 2020, Popeyes a anunțat că va închide toate locațiile din Coreea de Sud din cauza vânzărilor slabe, atribuite parțial pandemiei de COVID-19. În octombrie 2021, Popeyes a semnat un acord cu compania românească Sterling Cruise pentru a deschide 90 de restaurante în România în următorii 10 ani, primul fiind deschis pe 9 aprilie 2022. În ianuarie 2022, Popeyes a semnat un acord cu furnizorul sud-coreean de ton Shilla International pentru a se deschide din nou în Coreea de Sud, primul fiind deschis în ianuarie 2023.
Popeyes și-a deschis primul magazin în Indonezia în 2000 sub PT Popeyes Chicken Seafood Indonesia (preluat ulterior de PT Popindo Selera Prima în 2002), își deschisese magazinul și în Jakarta, Bandung, Yogyakarta, Surabaya, Medan și Samarinda, dar ultimul magazin din Puri Indah Mall, West Jakarta s-a închis în 2011. Popeyes s-a întors în Indonezia sub PT Sari Chicken Indonesia, o filială a Mitra Adiperkasa și și-a deschis primul magazin în Skyline Building, Central Jakarta pe 23 decembrie 2022.
În august 2023, firma britanică de capital privat TDR Capital a investit £50 milioane de lire sterline în Popeyes UK. În 2024, Popeyes a anunțat că va deschide magazine în Noua Zeelandă și Taiwan mai târziu în același an. A forțat un mic magazin de pește și chipsuri numit Popeye's Takeaways din Feilding, Noua Zeelandă, să-și schimbe numele, deși magazinul nu vinde pui prăjit.
| An                      | Statele Unite | Canada | În afara SUA și Canada | Deținut de companie |
| ----------------------- | ------------- | ------ | ---------------------- | ------------------- |
| 2003                    | 1.324         | 20     | 320                    | 95                  |
| 2004                    | 1.382         | 28     | 347                    | 67                  |
| 2005                    | 1.427         | 28     | 315                    | 56                  |
| 2006                    | 1.459         | 31     | 306                    | 50                  |
| 2007                    | 1.507         | 34     | 276                    | 61                  |
| 2008                    | 1.527         | 39     | 301                    | 55                  |
| 2009                    | 1.539         | 42     | 325                    | 37                  |
| 2010                    | 1.533         | 42     | 333                    | 37                  |
| 2022                    | 1.545         | 42     | 344                    | 50                  |
| Sursa: Entrepreneur.com |               |        |                        |                     |

- Cheryl Bachelder
- Lista restaurantelor fast-food cu pui